# 胡刚
胡刚（1961年4月—），男，江苏泗阳人，中华人民共和国政治人物，教授，中国民主同盟盟员，现任民盟中央常委、江苏省委主委，江苏省政协副主席，南京中医药大学校长。